# Urville (Calvados)
Urville – miejscowość i gmina we Francji, w regionie Normandia, w departamencie Calvados.
Według danych na rok 1990 gminę zamieszkiwało 519 osób, a gęstość zaludnienia wynosiła 86 osób/km² (wśród 1815 gmin Dolnej Normandii Urville plasuje się na 427. miejscu pod względem liczby ludności, natomiast pod względem powierzchni na miejscu 797.).